# Fulica armillata
Fulica armillata е вид птица от семейство Дърдавцови (Rallidae).

## Разпространение
Видът е разпространен в Аржентина, Боливия, Бразилия, Парагвай, Уругвай, Фолкландски острови, Чили и Южна Джорджия и Южни Сандвичеви острови.